# 1977 en astronautique
Chronologie de l'astronautique
- 1973
- 1974
- 1975
- 1976
- 1977
- 1978
- 1979
- 1980
- 1981

Cette page présente une chronologie des événements qui se sont produits pendant l'année 1977 dans le domaine de l'astronautique.

## Activité spatiale détaillée

### Chronologie

#### Janvier
| Date            | Lanceur      | Base de lancement | Type                   | Charge utile   | Notes                                      |
| 6 janvier 1977  | Soyouz-U     | Baïkonour         | Orbite basse           | Zenit-4MK      | Satellite de reconnaissance                |
| 6 janvier 1977  | Vostok 8A92M | Baïkonour         | Orbite héliosynchrone  | Meteor-2 No. 2 | Satellite météorologique                   |
| 20 janvier 1977 | Soyouz-U     | Baïkonour         | Orbite basse           | Zenit-2M       | Satellite de reconnaissance                |
| 20 janvier 1977 | Cosmos-3M    | Baïkonour         | Orbite basse           | Zaliv          | Satellite de navigation/télécommunications |
| 28 janvier 1977 | Delta 2914   | Cape Canaveral    | Orbite géostationnaire | NATO 3B        | Satellite de télécommunications militaires |

#### Février
| Date            | Lanceur      | Base de lancement | Type                   | Charge utile | Notes                                        |
| 2 février 1977  | Cosmos-3M    | Baïkonour         | Orbite basse           | Vektor       | Calibration radar                            |
| 6 février 1977  | Titan IIIC   | Cape Canaveral    | Orbite géostationnaire | DSP 9        | Satellite d'alerte avancée                   |
| 7 février 1977  | Soyouz-U     | Baïkonour         | Orbite basse           | Soyouz 24    | Relève équipage station spatiale             |
| 9 février 1977  | Soyouz-U     | Baïkonour         | Orbite basse           | Zenit-4MK    | Satellite de reconnaissance                  |
| 11 février 1977 | Molnia M     | Baïkonour         | Orbite de Molnia       | Molniya-2    | Satellite de télécommunications              |
| 15 février 1977 | Cosmos-3M    | Baïkonour         | Orbite basse           | DS-U2-IK     | Astronomie, magnétosphère                    |
| 19 février 1977 | Mu-3H        | Uchinoura         | Orbite basse           | Tansei-3     | Satellite technologique                      |
| 21 février 1977 | Cosmos-3M    | Baïkonour         | Orbite basse           | Parus        | Satellite de navigation militaire            |
| 22 février 1977 | Soyouz-U     | Baïkonour         | Orbite basse           | Zenit-4MK    | Satellite de reconnaissance Échec            |
| 23 février 1977 | N-1          | Tanegashima       | Orbite géostationnaire | ETS 2        | Satellite de télécommunications expérimental |
| 26 février 1977 | Vostok 8A92M | Baïkonour         | Orbite basse           | Tselina-D    | Satellite d'écoute électronique              |

#### Mars
| Date         | Lanceur    | Base de lancement | Type                   | Charge utile | Notes                               |
| 3 mars 1977  | Soyouz-U   | Baïkonour         | Orbite basse           | Zenit-6      | Satellite de reconnaissance         |
| 10 mars 1977 | Soyouz-U   | Baïkonour         | Orbite basse           | Zenit-4MK    | Satellite de reconnaissance         |
| 10 mars 1977 | Delta 2914 | Cape Canaveral    | Orbite géostationnaire | Palapa A2    | Satellite de télécommunications     |
| 13 mars 1977 | Titan 24B  | Vandenberg        | Orbite basse           | KH-8         | Satellite de reconnaissance optique |
| 17 mars 1977 | Soyouz-U   | Baïkonour         | Orbite basse           | Zenit-2M     | Satellite de reconnaissance         |
| 24 mars 1977 | Molnia M   | Baïkonour         | Orbite de Molnia       | Molniya-1    | Satellite de télécommunications     |
| 24 mars 1977 | Cosmos-3M  | Baïkonour         | Orbite basse           | Tselina-OM   | Satellite d'écoute électronique     |
| 29 mars 1977 | Cosmos-3M  | Baïkonour         | Orbite basse           | Oval         | Étude de la magnétosphère           |

#### Avril
| Date          | Lanceur      | Base de lancement | Type                   | Charge utile     | Notes                                     |
| 5 avril 1977  | Vostok 8A92M | Baïkonour         | Orbite héliosynchrone  | Meteor-M No. 39  | Satellite météorologique                  |
| 5 avril 1977  | Cosmos-2     | Baïkonour         | Orbite basse           | DS-P1-I No. 18   | Calibration radar                         |
| 7 avril 1977  | Soyouz-U     | Baïkonour         | Orbite basse           | Zenit-4MK        | Satellite de reconnaissance               |
| 11 avril 1977 | Molnia M     | Baïkonour         | Orbite de Molnia       | Oko              | Satellite d'alerte précoce                |
| 20 avril 1977 | Soyouz-U     | Baïkonour         | Orbite basse           | Zenit-2M         | Satellite de reconnaissance               |
| 20 avril 1977 | Delta 2914   | Cape Canaveral    | Orbite géostationnaire | GEOS 1           | Étude de la magnétosphère terrestre Échec |
| 26 avril 1977 | Soyouz-U     | Baïkonour         | Orbite basse           | Iantar'-2K No. 6 | Satellite de reconnaissance optique       |
| 27 avril 1977 | Cosmos-3M    | Kapoustine Iar    | Orbite basse           | Taifun           | Calibration radar                         |
| 28 avril 1977 | Molnia M     | Baïkonour         | Orbite de Molnia       | Molniya-3        | Satellite de télécommunications           |

#### Mai
| Date        | Lanceur              | Base de lancement | Type                   | Charge utile       | Notes                                       |
| 5 mai 1977  | Soyouz-U             | Baïkonour         | Orbite basse           | Zenit-4MK          | Satellite de reconnaissance                 |
| 12 mai 1977 | Titan IIIC           | Cape Canaveral    | Orbite géostationnaire | DSCS II F-7 et F-8 | Satellites de télécommunications militaires |
| 17 mai 1977 | Soyouz-U             | Baïkonour         | Orbite basse           | Zenit-4MK          | Satellite de reconnaissance                 |
| 19 mai 1977 | Cosmos-3M            | Baïkonour         | Orbite basse           | DS-P1-M Lira       | Cible système anti-satellite                |
| 23 mai 1977 | Tsiklon-2            | Baïkonour         | Orbite basse           | IS-A               | Satellite anti satellite                    |
| 23 mai 1977 | Atlas SLV-3A Agena D | Cape Canaveral    | Orbite moyenne         | Canyon 7           | Écoute électronique                         |
| 25 mai 1977 | Cosmos-3M            | Baïkonour         | Orbite basse           | Sfera              | Géodésie                                    |
| 26 mai 1977 | Soyouz-U             | Baïkonour         | Orbite basse           | Zenit-4MKT Fram    | Satellite de reconnaissance optique         |
| 26 mai 1977 | Atlas SLV-3D Centaur | Cape Canaveral    | Orbite géostationnaire | Intelsat IVA F4    | Satellite de télécommunications             |
| 30 mai 1977 | Cosmos-3M            | Baïkonour         | Orbite basse           | Taifun 3           | Calibration radar                           |
| 31 mai 1977 | Soyouz-U             | Baïkonour         | Orbite basse           | Zenit-2M           | Satellite de reconnaissance                 |

#### Juin
| Date         | Lanceur      | Base de lancement | Type                   | Charge utile    | Notes                                                   |
| 5 juin 1977  | Thor DSV-2U  | Vandenberg        | Orbite héliosynchrone  | DMSP F-2        | Satellite météorologique militaire                      |
| 8 juin 1977  | Soyouz-U     | Baïkonour         | Orbite basse           | Zenit-4MK       | Satellite de reconnaissance                             |
| 10 juin 1977 | Soyouz-U     | Baïkonour         | Orbite basse           | Zenit-4MT Orion | Satellite de reconnaissance optique                     |
| 16 juin 1977 | Molnia M     | Baïkonour         | Orbite de Molnia       | Oko             | Satellite d'alerte précoce                              |
| 16 juin 1977 | Delta 2914   | Cape Canaveral    | Orbite géostationnaire | GOES B          | Satellite météorologique                                |
| 17 juin 1977 | Cosmos-3M    | Kapoustine Iar    | Orbite basse           | Signe 3         | Étude des rayons gamma et spectre ultraviolet du Soleil |
| 17 juin 1977 | Tsiklon-2    | Baïkonour         | Orbite basse           | IS-A            | Satellite anti satellite                                |
| 18 juin 1977 | Cosmos-2     | Baïkonour         | Orbite basse           | DS-P1-I No. 19  | Calibration radar                                       |
| 22 juin 1977 | Soyouz-U     | Baïkonour         | Orbite basse           | Zenit-4MK       | Satellite de reconnaissance                             |
| 23 juin 1977 | Atlas F/SVS  | Vandenberg        | Orbite moyenne         | NTS 2           | Satellite de navigation                                 |
| 24 juin 1977 | Molnia M     | Baïkonour         | Orbite de Molnia       | Molniya-1       | Satellite de télécommunications                         |
| 24 juin 1977 | Tsiklon-3    | Baïkonour         | Orbite basse           | EPN             | Satellite de simulation dynamique du Tselina            |
| 27 juin 1977 | Titan IIID   | Vandenberg        | Orbite basse           | KH-9 SV-13      | Satellite de reconnaissance optique                     |
| 29 juin 1977 | Vostok 8A92M | Baïkonour         | Orbite héliosynchrone  | Meteor-Priroda  | Satellite météorologique                                |
| 30 juin 1977 | Soyouz-U     | Baïkonour         | Orbite basse           | Zenit-2M        | Satellite de reconnaissance                             |

#### Juillet
| Date             | Lanceur      | Base de lancement | Type                   | Charge utile | Notes                                      |
| 1er juillet 1977 | Cosmos-3M    | Baïkonour         | Orbite basse           | Strela-2M    | Satellite de télécommunications            |
| 4 juillet 1977   | Cosmos-3M    | Baïkonour         | Orbite basse           | Tselina-OK   | Satellite d'écoute électronique            |
| 7 juillet 1977   | Vostok 8A92M | Baïkonour         | Orbite basse           | Tselina-D    | Satellite d'écoute électronique            |
| 8 juillet 1977   | Cosmos-3M    | Baïkonour         | Orbite basse           | Tsikada      | Satellite de navigation                    |
| 12 juillet 1977  | Soyouz-U     | Baïkonour         | Orbite basse           | Zenit-4MKM   | Satellite de reconnaissance                |
| 13 juillet 1977  | Cosmos-3M    | Baïkonour         | Orbite basse           | Parus        | Satellite de navigation militaire          |
| 14 juillet 1977  | Delta 2914   | Cape Canaveral    | Orbite géostationnaire | GMS          | Satellite météorologique                   |
| 17 juillet 1977  | Proton-K     | Baïkonour         | Orbite basse           | TKS          | Premier vol du vaisseau TKS                |
| 19 juillet 1977  | Cosmos-3M    | Baïkonour         | Orbite basse           | Vektor       | Calibration radar                          |
| 20 juillet 1977  | Molnia M     | Baïkonour         | Orbite de Molnia       | Oko          | Satellite d'alerte précoce                 |
| 20 juillet 1977  | Soyouz-U     | Baïkonour         | Orbite basse           | Zenit-4MKM   | Satellite de reconnaissance                |
| 22 juillet 1977  | Cosmos-3M    | Baïkonour         | Orbite basse           | Vektor       | Calibration radar                          |
| 23 juillet 1977  | Proton-K/DM  | Baïkonour         | Orbite géostationnaire | Raduga Gran  | Satellite de télécommunications militaires |
| 27 juillet 1977  | Soyouz-U     | Baïkonour         | Orbite basse           | Zenit-6      | Satellite de reconnaissance                |
| 29 juillet 1977  | Soyouz-U     | Baïkonour         | Orbite basse           | Zenit-2M     | Satellite de reconnaissance                |

#### Août
| Date         | Lanceur              | Base de lancement | Type                   | Charge utile  | Notes                                        |
| 3 août 1977  | Soyouz-U             | Baïkonour         | Orbite basse           | Bion No. 4    | Expérience de microgravité                   |
| 4 août 1977  | Proton-K             | Baïkonour         | Orbite basse           | TKS           | Double test de capsule habitée VA Échec      |
| 10 août 1977 | Soyouz-U             | Baïkonour         | Orbite basse           | Zenit-4MKM    | Satellite de reconnaissance Échec            |
| 12 août 1977 | Atlas SLV-3D Centaur | Cape Canaveral    | Orbite basse           | HEAO-1        | Observatoire spatial rayons X                |
| 20 août 1977 | Titan IIIE           | Cape Canaveral    | Orbite héliocentrique  | Voyager 2     | Étude in situ de Saturne, Uranus et Neptune  |
| 24 août 1977 | Tsiklon-2            | Baïkonour         | Orbite basse           | US-P          | Satellite de reconnaissance océanique        |
| 24 août 1977 | Soyouz-U             | Baïkonour         | Orbite basse           | Zenit-4MKM    | Satellite de reconnaissance                  |
| 24 août 1977 | Cosmos-3M            | Baïkonour         | Orbite basse           | Strela-1M x 8 | Satellites de télécommunications             |
| 25 août 1977 | Delta 2313           | Cape Canaveral    | Orbite géostationnaire | SIRIO         | Satellite de télécommunications expérimental |
| 27 août 1977 | Soyouz-U             | Baïkonour         | Orbite basse           | Zenit-2M      | Satellite de reconnaissance                  |
| 30 août 1977 | Molnia M             | Baïkonour         | Orbite de Molnia       | Molniya-1     | Satellite de télécommunications              |

#### Septembre
| Date              | Lanceur              | Base de lancement | Type                   | Charge utile     | Notes                                                            |
| 2 septembre 1977  | Soyouz-U             | Baïkonour         | Orbite basse           | Zenit-4MKT Fram  | Satellite de reconnaissance optique                              |
| 5 septembre 1977  | Titan IIIE           | Cape Canaveral    | Orbite héliocentrique  | Voyager 1        | Étude in situ de Jupiter et Saturne                              |
| 6 septembre 1977  | Soyouz-U             | Baïkonour         | Orbite basse           | Iantar'-2K No. 7 | Satellite de reconnaissance optique                              |
| 13 septembre 1977 | Soyouz-U             | Baïkonour         | Orbite basse           | Zenit-2M         | Satellite de reconnaissance                                      |
| 13 septembre 1977 | Cosmos-3M            | Baïkonour         | Orbite basse           | Parus            | Satellite de navigation militaire                                |
| 13 septembre 1977 | Delta 3914           | Cape Canaveral    | Orbite géostationnaire | OTS 1            | Satellite de télécommunications expérimental Échec               |
| 16 septembre 1977 | Tsiklon-2            | Baïkonour         | Orbite basse           | US-A             | Satellite de reconnaissance radar                                |
| 16 septembre 1977 | Soyouz-U             | Baïkonour         | Orbite basse           | Zenit-4MKM       | Satellite de reconnaissance                                      |
| 18 septembre 1977 | Tsiklon-2            | Baïkonour         | Orbite basse           | US-A             | Satellite de reconnaissance radar                                |
| 20 septembre 1977 | Vostok 8A92M         | Baïkonour         | Orbite basse           | Tselina-D        | Satellite d'écoute électronique                                  |
| 20 septembre 1977 | Proton-K/DM          | Baïkonour         | Orbite géostationnaire | Orbite basse     | Satellite de télécommunications ; 1er vol de la version Proton-M |
| 22 septembre 1977 | Molnia M             | Baïkonour         | Orbite haute           | Prognoz-6        | Étude de la magnétosphère                                        |
| 23 septembre 1977 | Titan 24B            | Vandenberg        | Orbite basse           | KH-8             | Satellite de reconnaissance optique                              |
| 24 septembre 1977 | Tsiklon-3            | Baïkonour         | Orbite basse           | EPN              | Satellite de simulation dynamique du Tselina                     |
| 24 septembre 1977 | Cosmos-3M            | Baïkonour         | Orbite basse           | Intercosmos 17   | Satellite technologique                                          |
| 29 septembre 1977 | Proton-K             | Baïkonour         | Orbite basse           | Saliout 6        | Station spatiale                                                 |
| 30 septembre 1977 | Atlas SLV-3D Centaur | Cape Canaveral    | Orbite géostationnaire | Intelsat IVA F5  | Satellite de télécommunications Échec                            |
| 30 septembre 1977 | Soyouz-U             | Baïkonour         | Orbite basse           | Zenit-4MKM       | Satellite de reconnaissance                                      |

#### Octobre
| Date            | Lanceur    | Base de lancement | Type             | Charge utile     | Notes                                      |
| 9 octobre 1977  | Soyouz-U   | Baïkonour         | Orbite basse     | Soyouz 25        | Relève équipage station spatiale           |
| 11 octobre 1977 | Soyouz-U   | Baïkonour         | Orbite basse     | Zenit-6          | Satellite de reconnaissance                |
| 21 octobre 1977 | Cosmos-3M  | Baïkonour         | Orbite basse     | DS-P1-M Lira     | Cible système anti-satellite               |
| 22 octobre 1977 | Delta 2914 | Cape Canaveral    | Orbite basse     | ISEE-1 et ISEE-2 | Observatoires solaires                     |
| 25 octobre 1977 | Cosmos-3M  | Baïkonour         | Orbite basse     | Tselina-OM       | Satellite d'écoute électronique            |
| 26 octobre 1977 | Tsiklon-2  | Baïkonour         | Orbite basse     | IS-A             | Satellite anti satellite                   |
| 28 octobre 1977 | Molnia M   | Baïkonour         | Orbite de Molnia | Molniya-3        | Satellite de télécommunications            |
| 28 octobre 1977 | Scout D-1  | Vandenberg        | Orbite basse     | Transit-O        | Satellite de navigation                    |
| 28 octobre 1977 | Cosmos-3M  | Baïkonour         | Orbite basse     | Zaliv            | Satellite de navigation/télécommunications |

#### Novembre
| Date             | Lanceur    | Base de lancement | Type                   | Charge utile | Notes                         |
| 23 novembre 1977 | Delta 2914 | Cape Canaveral    | Orbite géostationnaire | Météosat 1   | Satellite météorologique      |
| 24 novembre 1977 | Cosmos-3M  | Baïkonour         | Orbite basse           | Sfera        | Géodésie                      |
| 29 novembre 1977 | Cosmos-3M  | Baïkonour         | Orbite basse           | Tsikada ?    | Satellite de navigation Échec |

#### Décembre
| Date             | Lanceur              | Base de lancement | Type                   | Charge utile      | Notes                                        |
| 4 décembre 1977  | Soyouz-U             | Baïkonour         | Orbite basse           | Zenit-4MKM        | Satellite de reconnaissance                  |
| 8 décembre 1977  | Cosmos-3M            | Baïkonour         | Orbite basse           | Taifun 4          | Calibration radar                            |
| 8 décembre 1977  | Atlas F/MSD          | Vandenberg        | Orbite basse           | NOSS Parcae x 3 2 | Satellite d'écoute électronique navale       |
| 10 décembre 1977 | Soyouz-U             | Baïkonour         | Orbite basse           | Soyouz 26         | Relève équipage station spatiale             |
| 11 décembre 1977 | Atlas SLV-3A Agena D | Cape Canaveral    | Orbite géostationnaire | Aquacade          | Satellite d'écoute électronique              |
| 12 décembre 1977 | Soyouz-U             | Baïkonour         | Orbite basse           | Zenit-2M          | Satellite de reconnaissance                  |
| 13 décembre 1977 | Cosmos-3M            | Baïkonour         | Orbite basse           | DS-P1-M Lira      | Cible système anti-satellite                 |
| 14 décembre 1977 | Vostok 8A92M         | Baïkonour         | Orbite héliosynchrone  | Meteor-2          | Satellite météorologique                     |
| 15 décembre 1977 | Delta 2914           | Cape Canaveral    | Orbite géostationnaire | Sakura            | Satellite de télécommunications expérimental |
| 16 décembre 1977 | Cosmos-3M            | Baïkonour         | Orbite basse           | Strela-2M         | Satellite de télécommunications              |
| 20 décembre 1977 | Soyouz-U             | Baïkonour         | Orbite basse           | Zenit-4MKM        | Satellite de reconnaissance                  |
| 21 décembre 1977 | Tsiklon-2            | Baïkonour         | Orbite basse           | IS-A              | Satellite anti satellite                     |
| 23 décembre 1977 | Cosmos-3M            | Baïkonour         | Orbite basse           | Parus             | Satellite de navigation militaire            |
| 27 décembre 1977 | Tsiklon-3            | Baïkonour         | Orbite basse           | EPN               | Satellite de simulation dynamique du Tselina |
| 27 décembre 1977 | Soyouz-U             | Baïkonour         | Orbite basse           | Zenit-2M          | Satellite de reconnaissance                  |

## Vol orbitaux

### Par pays
| Pays             | Lancements | dont échecs partiels/totaux | Remarques |
| ---------------- | ---------- | --------------------------- | --------- |
| Japon            | 2          |                             |           |
| Union soviétique | 102        | 4                           |           |
| États-Unis       | 26         | 3                           |           |
| Total            | 130        | 7                           |           |

### Par lanceur
| Famille de lanceurs  | Pays             | Lancements | dont échecs partiels ou totaux | Remarques |
| -------------------- | ---------------- | ---------- | ------------------------------ | --------- |
| Atlas Agena          | États-Unis       | 2          |                                |           |
| Atlas Centaur        | États-Unis       | 3          | 1                              |           |
| Atlas D/E/F          | États-Unis       | 2          |                                |           |
| Cosmos -/M/2         | Union soviétique | 2          |                                |           |
| Cosmos 1/3/3M        | Union soviétique | 29         | 1                              |           |
| Delta                | États-Unis       | 10         | 2                              |           |
| Molnia               | Union soviétique | 10         |                                |           |
| Mu                   | Japon            | 1          |                                |           |
| N-1/N-2              | Japon            | 1          |                                |           |
| Proton               | Union soviétique | 5          | 1                              |           |
| Scout                | États-Unis       | 1          |                                |           |
| Soyouz               | Union soviétique | 39         | 2                              |           |
| Thor                 | États-Unis       | 1          |                                |           |
| Titan C,D,E          | États-Unis       | 5          |                                |           |
| Titan II, IIIA, IIIB | États-Unis       | 2          |                                |           |
| Tsiklon-2            | Union soviétique | 7          |                                |           |
| Tsiklon-3            | Union soviétique | 3          |                                |           |
| Vostok               | Union soviétique | 7          |                                |           |
| Total                |                  | 130        | 7                              |           |

### Par type d'orbite
| Orbite                 | Lancements | Succès | Échecs | Orbite atteinte involontairement | Remarques                                                                             |
| ---------------------- | ---------- | ------ | ------ | -------------------------------- | ------------------------------------------------------------------------------------- |
| Basse                  |            |        |        |                                  |                                                                                       |
| Moyenne                |            |        |        |                                  |                                                                                       |
| Haute                  |            |        |        |                                  | dont Molnia, orbite de transfert vers la Lune, orbite elliptique à forte excentricité |
| Géosynchrone/transfert |            |        |        |                                  |                                                                                       |
| Héliocentrique         |            |        |        |                                  | dont orbite de transfert interplanétaire                                              |

### Par site de lancement
| Pays             | Base de lancement | Nombre de lancements | Remarques |
| ---------------- | ----------------- | -------------------- | --------- |
| Japon            | Uchinoura         | 1                    |           |
| Japon            | Tanegashima       | 1                    |           |
| Union soviétique | Baïkonour         | 100                  |           |
| Union soviétique | Kapoustine Iar    | 2                    |           |
| États-Unis       | Cape Canaveral    | 19                   |           |
| États-Unis       | Vandenberg        | 7                    |           |
|                  | Total             | 130                  |           |

## Survols et contacts planétaires
| Date | Sonde spatiale | Événement | Remarque |
| ---- | -------------- | --------- | -------- |
|      |                |           |          |

### Sources
- (en) Jonathan McDowell, « Jonathan's Space Report », Jonathan's Space Page
- (en) Gunter Krebs, « Chronology of Space Launches », Gunter's Space Page